# 145-й окремий ремонтно-відновлювальний полк (Україна)
145-й Миколаївський окремий ремонтно-відновлювальний полк (145 ОРВП, в/ч А1080) — військове формування у складі Сил логістики Збройних сил України чисельністю у полк. Дислокується у м. Миколаїв.
Полк виконує поточні та середні ремонти практично всіх видів оснащення Сухопутних військ ЗСУ, а також здійснює евакуацію техніки у бойових умовах.

## Історія
Полк був створений 15 грудня 2007 року на підставі директиви міністра оборони України. Він формувався на базі фондів Миколаївської автомобільної школи прапорщиків і 830-го Центру технічного забезпечення. Вважався наступником традицій колишнього 150-го гвардійського окружного навчального центру (колишня 92-га Криворізька дивізія), що дислокувалась в Миколаєві (мікрорайон Соляні).
Особовий склад брав участь з підтримання миру та безпеки у миротворчих місіях за мандатом ООН в Республіці Ліберія, Республіці Косово та Республіці Сьєрра-Леоне. [джерело?]
В 2011 році полк брав участь в навчаннях «Адекватна реакція — 2011», що проходили на полігоні Болград в Одеській області. Силами одного батальйону був розгорнутий збірний пункт пошкоджених машин (ЗППМ).
В 2012 році командиром полку був призначений підполковник Оліферук Володимир Миколайович, що прибув з посади командира розформованого навчального центру.

### Російсько-українська війна
З початком агресії Російської Федерації у Автономній Республіці Крим у березні 2014 року, полк було залучено до підготовки у м. Миколаєві місць розташування для передислокації особового складу підрозділів, що виходили з півострова, окупованого російсько-окупаційними військами. Полк прийняв на свою базу військову техніку і озброєння сухопутних підрозділів ВМС України, які виводилися з Криму. Значна кількість цієї техніки була відремонтована і повернена на озброєння.
З початком війни на сході України у квітні 2014 року полк був залучений для забезпечення діяльності сил АТО. Особовий склад військової частини було збільшено військовослужбовцями, призваними за мобілізацією. Навесні 2014 року було сформовано декілька ремонтно-евакуаційних груп, і зведену ремонтно-евакуаційну роту для забезпечення бойових дій угруповання військ, які обороняли м. Маріуполь. Ці зведені групи разом з підрозділами 25-ї окремої повітрянодесантної бригади, 79-ї окремої аеромобільної бригади, 30-ї окремої механізованої бригади в липні 2014 року прибули до Донецької області, де брали участь у звільненні м. Артемівськ, м. Попасна, м. Шахтарськ.
Під час ведення запеклих боїв за м. Дебальцево у січні-лютому 2015 року було проведено багато[скільки?] евакуаційних операцій ОВТ.[джерело?]
За час існування полку[на коли?] було передано понад у війська 1300 одиниць відновленої військової техніки. Спеціалісти цієї військової частини відремонтували близько 11 тисяч одиниць військової техніки, евакуювали, у тому числі з району ведення бойових дій, 8,5 тисяч одиниць ОВТ.[джерело?]
У 2016 році полковник Волдимир Оліферук вступив до Національного університету оборони України. Весною 2016 року полк очолив підполковник Помазан Олександр Володимирович.
Упродовж 2017 року особовий склад полку відремонтував близько 600 одиниць пошкодженої військової техніки.
16 січня 2018 року полк отримав у своє розпорядження від Міністерства оборони України нові автомобілі та сідельні тягачі КрАЗ-6446 із напівпричепами.
14 грудня 2018 року відкрили пам'ятник українським воїнам-танкістам.
Виконання завдань зведеного ремонтно-відновлювального батальйону 145 окремого ремонтно-відновлювального полку в зоні проведення операції Об'єднаних сил.
16 травня 2019 року відбулася урочиста зустріч військовослужбовців полку, які виконували завдання за призначенням і повернулись з зони проведення операції Об'єднаних сил у складі зведеного ремонтно-відновлювального батальйону.
8 вересня полк відзначив день танкістів, організувавши для жителів мікрорайону «Північний» та жителів м. Миколаєва виставку окремих видів техніки та польову кухню.
В вересні на базі полку були проведені навчально-методичні збори з особовим складом технічного забезпечення.
Станом на 31.03.2021 року відремонтовано, відновлено та поставлено до строю 17980 одиниць озброєння і військової техніки, проведено евакуацію близько 20 тисяч одиниць озброєння і військової техніки.[джерело?]
Вручення Бойового прапору полку

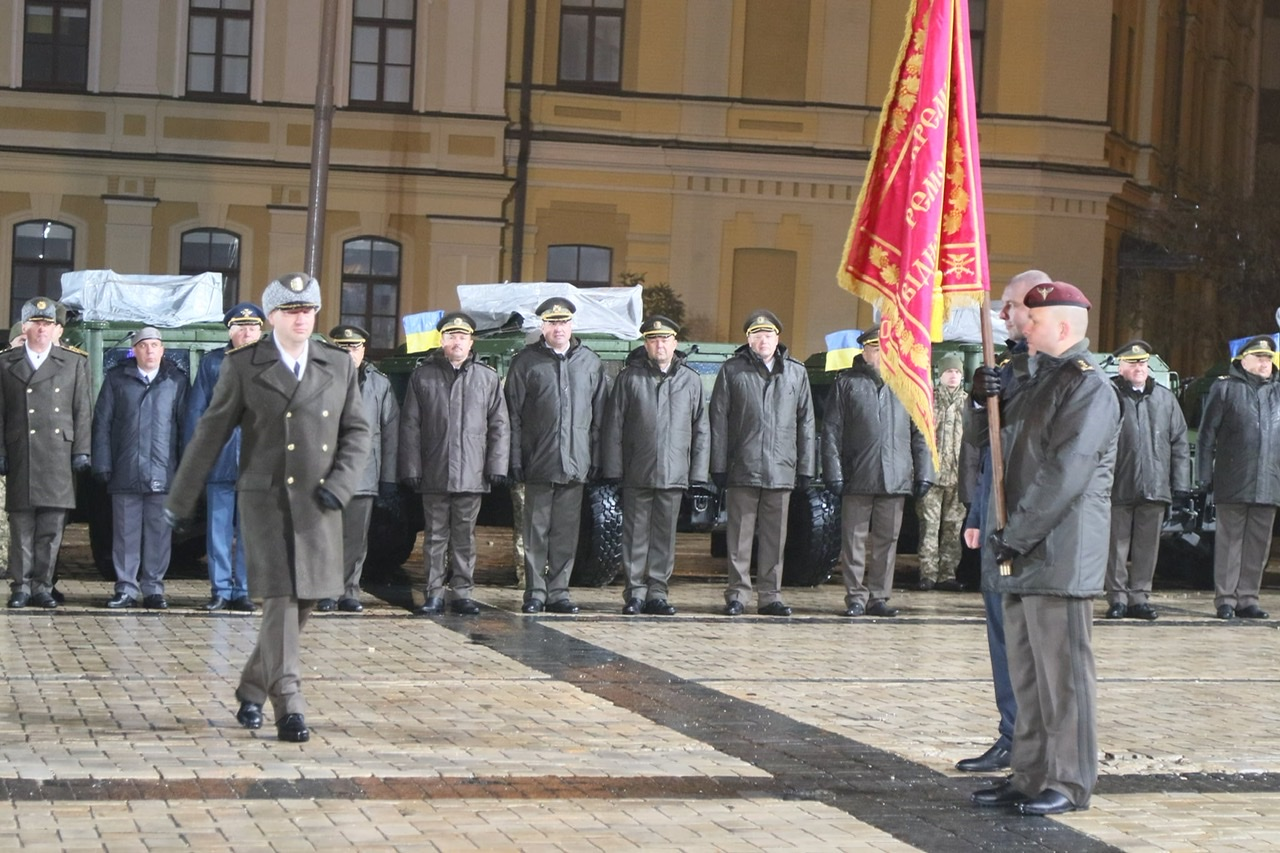
Михайлівська площа, м. Київ

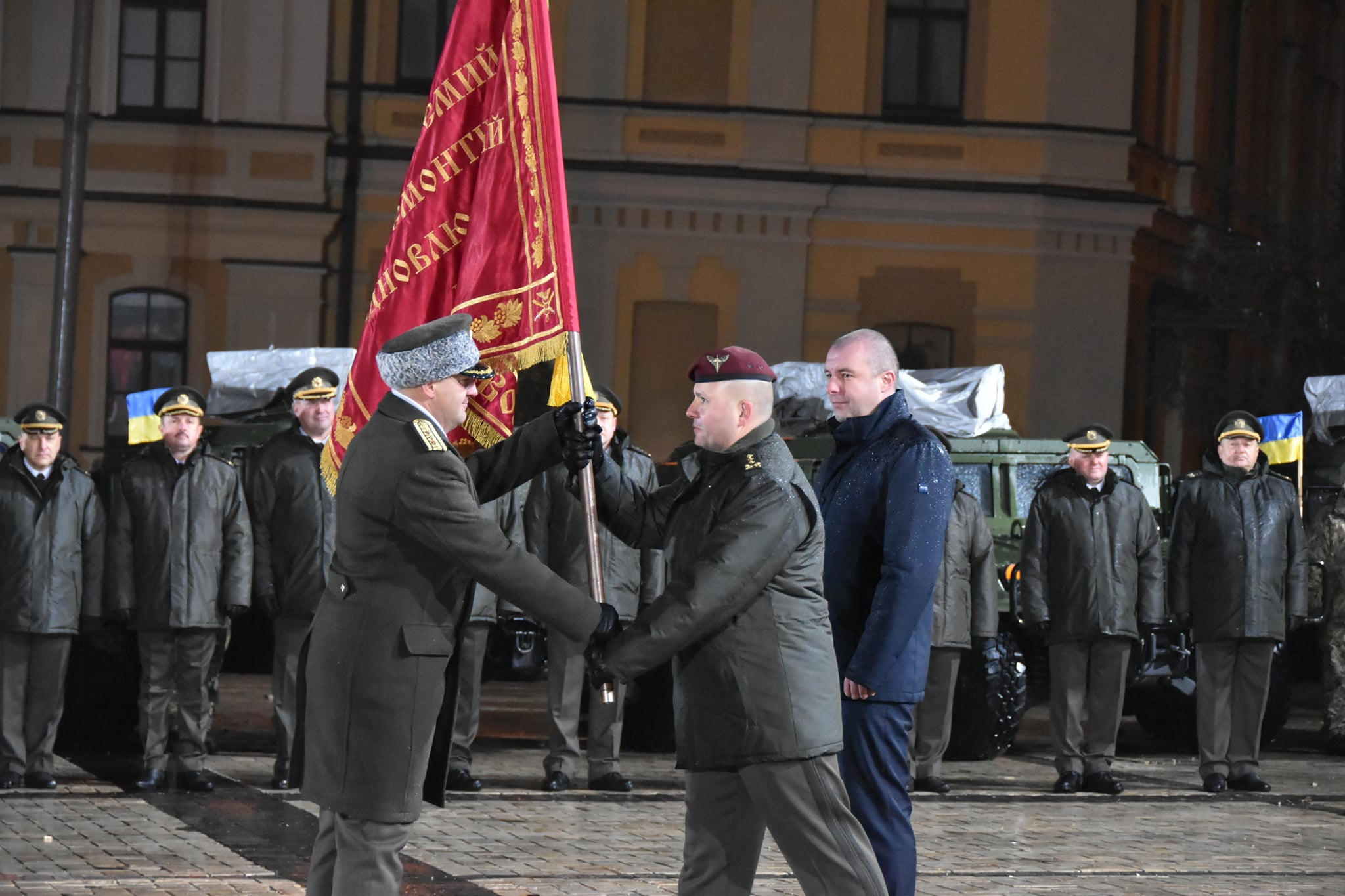
Церемонія вручення Бойових прапорів

6 грудня 2021 року о 19 год. 34 хв., на Михайлівській площі у м. Києві, заступник Головнокомандувача Збройних Сил України генерал-лейтенант Євген Мойсюк та Герой України Ігор Герасименко, від імені Президента України — Верховного Головнокомандувача Збройних Сил України Володимира Зеленського, у присутності командувача Сил логістики Збройних Сил України генерал-майора Олега Гуляка, військовслужбовців військових частин (установ), військових навчальних закладів Київського гарнізону вручив Бойовий прапор ремонтно-відновлювальному полку. Отримав Бойовий прапор — командир полку кавалер Ордену Богдана Хмельницького полковник Помазан Олександр Володимирович.

## Командування
- (2007—2012) полковник Кравченко Юрій Георгійович
- (2012—2016) полковник Оліферук Володимир Миколайович[3]
- (з 2016)[джерело?] полковник Помазан Олександр Володимирович

## Втрати
- Фігурський Артур Сергійович, сержант, загинув 21 серпня 2014 р. під час обстрілу з РСЗВ «Град» біля смт Тельманове, Донецька область.
- Коломієць Олександр Васильович, молодший лейтенант, загинув 21 серпня 2014 р. під час обстрілу з РСЗВ «Град» біля смт Тельманове, Донецька область.
- 10 червня 2023 року в місті Павлоград Дніпропетровської області  в результаті ракетного удару загинув старший лейтенант ЧУЛІНДА Михайло Григорович[13]